# Helena da Sérvia
Helena da Sérvia (4 de novembro de 1884 – 16 de outubro de 1962) foi uma filha do rei Pedro I da Sérvia e da sua esposa, a princesa Zorka do Montenegro. Era a irmã mais velha do príncipe-herdeiro Jorge e do futuro rei Alexandre I da Jugoslávia. Helena era também sobrinha da princesa Anastásia de Montenegro, esposa do grão-duque Nicolau Nikolaevich da Rússia, bem como da princesa Milica de Montenegro, esposa do grão-duque Pedro Nikolaevich da Rússia e conhecida por ter apresentado o monge Gregório Rasputine à czarina Alexandra Feodorovna. Após o seu casamento e conversão à Igreja Ortodoxa Russa, mudou o nome para Helena Petrovna.

## Juventude e família
A decidida e brilhante Helena cuja mãe morreu quando ela era ainda uma criança, foi criada em grande parte pelas suas tias Anastásia e Milica e recebeu a sua educação na Rússia no Instituto Smolny, uma escola feminina privada em São Petersburgo. “Era uma menina com uma expressão doce e calma com olhos negros bonitos e uma personalidade calada e amigável,” escreveu Margaretta Eagar, governanta das filhas do czar Nicolau II da Rússia. Eagar escreveu que Helena, na altura com dezassete anos, acompanhava frequentemente as tias para tomar chá no Palácio de Alexandre com o imperador e a família. A pequena grã-duquesa Olga Nikolaevna gostava muito dela.

## Noivado e casamento

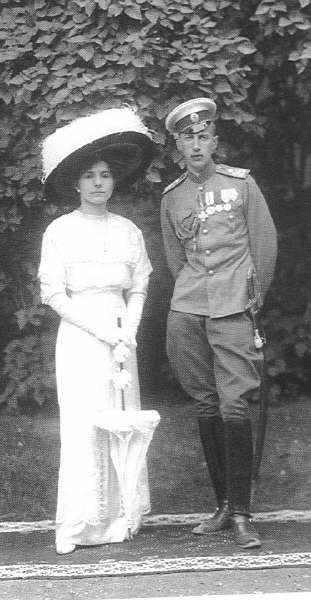
Helena com o marido João Constantinovich

Uma outra tia, Helena de Montenegro, rainha da Itália, convidou-a para uma visita e apresentou-a ao príncipe João Constantinovich da Rússia. Ele pediu-a em casamento pouco depois. Foi uma união de amor e uma surpresa para a família uma vez que o gentil e tímido João estava a considerar a ideia de se tornar num monge ortodoxo. “Talvez já saibas que o João está noivo da Helena da Sérvia. É tão emocionante.”, escreveu a sua prima distante, a grã-duquesa Tatiana Nikolaevna de catorze anos à tia, a grã-duquesa Olga Alexandrovna, no dia 14 de Julho de 1911. “Que engraçada é a ideia de eles virem a ter filhos. Será que eles o vão poder beijar? Que coisa!” O casamento realizou-se no dia 21 de Agosto de 1911 em São Petersburgo.
Helena estudou Medicina na Universidade de São Petersburgo após o casamento, mas teve de desistir dos estudos após o nascimento do seu primeiro filho. O casal teve dois filhos, o príncipe Vsevelod Ivanovich em 1914 e a princesa Catarina Ivanovna em 1915. Os três filhos e sete netos da sua filha, a princesa Catarina, que se casou e depois separou do marquês Farace di Villaforesta, são os únicos bisnetos do grão-duque Constantino Constantinovich da Rússia e da sua esposa, a grã-duquesa Isabel Mavrikievna.

## Revolução
Helena seguiu voluntáriamente o seu marido para o exilio quando ele foi preso após a Revolução Russa de 1917 e tentou obter a sua libertação. João foi preso primeiro em Ekaterinburgo e depois em Alapaevsk pelos bolcheviques e acabaria por ser assassinado no dia 18 de Julho de 1918 juntamente com a grã-duquesa Isabel Feodorovna, o grão-duque Sérgio Mikhailovich da Rússia, dois dos irmãos de João (Constantino e Igor) e o príncipe Vladimir Pavlovich Paley. Foram levados para as florestas que rodeavam a cidade e abandonados numa mina com vinte metros de profundidade onde acabariam por morrer.

## Prisão
João persuadiu Helena a deixar Alapaevsk e voltar para junto dos seus três filhos que ela tinha deixado com a avó, a grã-duquesa Isabel Mavrikievna (Isabel Augusta de Saxe-Altemburgo), mas ela foi apanhada em Ekaterinburgo e presa em Perm. Durante a sua prisão os bolcheviques levaram-lhe uma rapariga que dizia chamar-se Anastásia Romanov à cela e perguntaram-lhe se ela era a grã-duquesa Anastásia Nikolaevna, filha do czar Nicolau II da Rússia. Helena disse que não reconhecia a jovem e ela foi retirada.

## Exílio
Diplomatas suecos obtiveram uma permissão para que a sogra de Helena deixasse a Rússia com os filhos de Helena e os seus cunhados Jorge e Vera. Helena permaneceu presa em Perm até que diplomatas noruegueses a localizaram e conseguiram a sua transferência. Depois ela foi presa no Palácio do Kremlin antes de ser finalmente autorizada a juntar-se aos seus filhos na Suécia.
Helena posteriormente mudou-se para Nice, na França onde passou o resto dos seus anos. Nunca se voltou a casar.

## Genealogia
| Helena da Sérvia | Pai: Pedro I da Jugoslávia | Avô paterno: Alexandre Karađorđević  | Bisavô paterno: Jorge Negro             |
| Helena da Sérvia | Pai: Pedro I da Jugoslávia | Avô paterno: Alexandre Karađorđević  | Bisavó paterna: Jelena Jovanović        |
| Helena da Sérvia | Pai: Pedro I da Jugoslávia | Avó paterna: Persida Nenadović       | Bisavô paterno: Vojvoda Jevram Nendovic |
| Helena da Sérvia | Pai: Pedro I da Jugoslávia | Avó paterna: Persida Nenadović       | Bisavó paterna: Jovanka Milovanović     |
| Helena da Sérvia | Mãe: Zorca de Montenegro   | Avô materno: Nicolau I de Montenegro | Bisavô materno: Mirko Petrović-Njegoš   |
| Helena da Sérvia | Mãe: Zorca de Montenegro   | Avô materno: Nicolau I de Montenegro | Bisavó materna: Stana Martinović        |
| Helena da Sérvia | Mãe: Zorca de Montenegro   | Avó materna: Milena Vukotić          | Bisavô materno: Petar Vukotić           |
| Helena da Sérvia | Mãe: Zorca de Montenegro   | Avó materna: Milena Vukotić          | Bisavó materna: Jelena Voivodić         |